# 阿博 (加利福尼亞州)
阿博（英語：Arbor）是位於美國加利福尼亞州康特拉科斯塔縣的一個非建制地區。該地的面積和人口皆未知。

## 地理
阿博的座標為37°57′42″N 121°43′24″W / 37.96167°N 121.72333°W，而該地的平均海拔高度為30米（即98英尺）。